# Grevillea pityophylla
Grevillea pityophylla är en tvåhjärtbladig växtart som beskrevs av F. Müll.. Grevillea pityophylla ingår i släktet Grevillea och familjen Proteaceae. Inga underarter finns listade i Catalogue of Life.